# Marteau-piqueur
 (avril 2016).
Si vous disposez d'ouvrages ou d'articles de référence ou si vous connaissez des sites web de qualité traitant du thème abordé ici, merci de compléter l'article en donnant les références utiles à sa vérifiabilité et en les liant à la section « Notes et références ».
Un marteau-piqueur est un outil permettant la destruction locale de matériaux durs tels que les roches, le béton et l’asphalte.

## Fonctionnement
Il se compose généralement d’un corps cylindrique, dans lequel un piston fait des allers-retours.
- La partie haute comporte une paire de poignées horizontales permettant à l'opérateur de maintenir, de guider et d'actionner l'outil.
- À l'autre extrémité, un fleuret ou un burin amovible, appelé pointerolle, est positionné de façon à recevoir l'énergie cinétique du piston arrivant en bout de course dans la partie basse.

## Travaux publics
Ces modèles sont les plus anciens et les plus puissants : le piston y est propulsé par de l’air comprimé venant d’un compresseur. Le piston frappe à basse fréquence sur le burin, lui transmettant l’énergie nécessaire pour casser les matériaux les plus durs.
Ce type de marteau-piqueur est obligatoirement relié à un compresseur d'air particulièrement encombrant.
De plus, ils sont très lourds, particulièrement pénibles à manipuler, en fonctionnement comme en déplacement, et bruyants.

## Construction
Sur les chantiers de construction on utilise plusieurs modèles de marteaux-piqueurs. Les « brise-béton » sont similaires aux marteaux-piqueurs de travaux publics et s'utilisent verticalement.
Des outils plus petits et beaucoup plus légers (3 à 7 kg) s'utilisent horizontalement. On les appelle pistolets. Comme les modèles précédemment cités, ils fonctionnent à l'air comprimé.
Depuis quelques années[Quand ?], des modèles portables et électriques sont aussi couramment utilisés pour les petits travaux : trou d'un certain diamètre dans un mur épais, abattage de cloison, tranchées dans des parois en béton ou en pierre, taillage de pierre.
Ce type de marteau fonctionne grâce à un moteur électrique, lequel entraîne une pompe qui met sous pression un fluide. Ce fluide met à son tour en mouvement un piston frappant sur un burin.